# Paul Günther (Physikochemiker)
Ernst Gustav Paul Günther (* 6. Dezember 1892 in Berlin; † 14. November 1969 in Karlsruhe) war ein deutscher Chemiker (Physikalische Chemie).

## Leben
Sein Vater war Fabrikbesitzer, Hofgoldschmied und später Kaufmann in Charlottenburg. Nach dem Besuch des Köllnischen Gymnasiums in Berlin studierte er ab 1911 Chemie in Göttingen, Leipzig und Berlin, wo er 1914 bei Walther Nernst die Promotionsprüfung als Notexamen ablegte, als er eingezogen wurde, und 1917 promoviert wurde (Untersuchungen über die spezifische Wärme bei tiefen Temperaturen), wobei seine Dissertation schon 1914 fertig war. Im Ersten Weltkrieg war er beim Militärversuchsamt in Berlin tätig, wo er bei Hermann Kast eine Ausbildung in der Chemie von Sprengstoffen absolvierte. Auch später hielt er Kontakt zu der 1920 daraus entstandenen Chemisch-Technischen Reichsanstalt. 1919 war er wieder am Institut für Physikalische Chemie in Berlin als Assistent von Nernst und habilitierte sich 1926 (Über die innere Reibung der Gase bei tiefen Temperaturen) bei Nernst und Max Bodenstein. Danach war er dort Privatdozent und lehrte außerdem an der Landwirtschaftlichen Hochschule in Berlin. Er führte Kurse in Röntgenspektroskopie durch und hielt 1927 bis 1936 Vorlesungen über Chemie und Technologie von Explosivstoffen am Institut für Technische Chemie. 1936 wurde er nichtbeamteter außerordentlicher Professor für Physikalische Chemie. Ab 1936 hatte er drei Jahre die Lehrstuhlvertretung von Bodenstein und 1939 wurde er ordentlicher Professor. Grund für die Verzögerung war, dass er sich nicht im Sinne der Nationalsozialisten politisch engagierte. Im Zweiten Weltkrieg war er Kriegsverwaltungsrat beim Oberkommando der Wehrmacht, man beorderte ihn als Sprengstoffexperten aber 1941 an sein Institut zurück. Ende des Krieges verlagerte er sein Institut nach Göttingen und war kurz in amerikanischer Gefangenschaft. 1946 wurde er ordentlicher Professor für Physikalische Chemie und Elektrochemie an der TH Karlsruhe, wo er das Institut nach Kriegszerstörung neu aufbaute und 1948/49 Rektor war. 1961 wurde er emeritiert. 1963 bis zu seinem Tod war er wissenschaftlicher Mitarbeiter am Fraunhofer-Institut für Chemie der Treib- und Explosivstoffe (heute Fraunhofer-Institut für Chemische Technologie) in Pfinztal bei Karlsruhe.
Er befasste sich bei Nernst mit Messungen der spezifischen Wärme und der Viskosität von Gasen bei tiefen Temperaturen und danach mit Röntgenspektroskopie auch für die analytische Chemie, wobei er auch Apparate entwickelte wie Röntgenspektrographen. Er wandte die Röntgenspektroskopie auch auf die Untersuchung alter Gemälde an und zerstreute Bedenken, das schädige die Kunstwerke. In Karlsruhe befasste er sich zusätzlich mit der chemischen Wirkung von Ultraschall.
Seiner Karriere im Dritten Reich hinderlich war, dass er 1919 bis 1925 Mitglied der SPD war. Das führte auch zum Zerwürfnis mit seinem Elternhaus. Im Zweiten Weltkrieg setzte er sich für verfolgte Juden ein (finanziell und mit gefälschten Dokumenten) und er rettete mit Wolfgang Heubner den zum Tode verurteilten Robert Havemann vor der Hinrichtung, da er für kriegswichtige Forschung unabkömmlich wäre. Nach dem Krieg galt er als unbelastet und fand die Unterstützung der alliierten Besatzungsmächte etwa beim Neuaufbau der Bunsengesellschaft.
1920 bis 1925 war er Referent des Chemischen Zentralblatts und 1922 bis 1927 Assistent in der Redaktion der Naturwissenschaften.
1958 erhielt er die Bunsen-Gedenkmünze. 1947 bis 1949 war er Vorsitzender der Deutschen Bunsengesellschaft, deren Neugründung er mit initiierte. Ab 1948 gab er auch bis 1961 die Zeitschrift für Elektrochemie der Bunsengesellschaft heraus (später Berichte der Bunsengesellschaft). 1960 bis 1962 war er Präsident der Heidelberger Akademie der Wissenschaften, in der er ab 1951 Mitglied war.
1950 heiratete er Charlotte Auguste Obermayer, eine ehemalige Schülerin von ihm in Berlin und Assistentin in Karlsruhe. Die Ehe blieb kinderlos.

## Schriften
- Untersuchungen über die spezifische Wärme bei tiefen Temperaturen, Annalen der Physik Band 51, 1916, S. 828–846; Band 63, 1920, S. 476–480
- mit H. Kast: Versuche mit Stickstofftetroxyd-Sprengstoffen, Zeitschrift für das gesamte Schieß- u. Sprengstoffwesen, Band 14, 1919, S. 81–84, 103–105;
- Laboratoriumsbuch für die Sprengstoffindustrie, Halle: Knapp 1923
- mit I. Stransky: Ein Röntgenspektrograph für chemisch-analytische Zwecke, Zeitschrift für physikalische Chemie, Band 106, 1923, S. 433–441
- Tabellen zur Röntgenspektralanalyse, Springer 1924
- Die quantitative Röntgenspektralanalyse, Die Naturwissenschaften, Band 14, 1926, S. 1118–1124
- Chemische Wirkungen von Röntgenstrahlen, Angewandte Chemie, Band 46, 1933, S. 627–631
- mit  W. Zeil, U. Grisar, E. Heim: Versuche über die Sonoluminiszenz wäßriger Lösungen, Zs. f. Elektrochemie, Band 61, 1957, S. 188–201
- Die Chemikergeneration zwischen Humanismus und Technik, Angewandte Chemie, Band 75, 1963, S. 5–9
- Die deutschen Naturwissenschaftler des 19. Jahrhunderts u. Goethe, in: E. Oldemeyer (Hrsg.), Die Philosophie u. die Wissenschaften. Simon Moser zum 65. Geburtstag, 1967, S. 52–69
- Systematik d. Chemie, in: S. J. Schmidt (Hrsg.), Wissenschaftstheorie, Band 2, 1970, S. 29–38.